# SMS Oldemburgo (1884)
El SMS Oldenburg fue un Buque blindado de la Armada Imperial alemana, del tipo fragata acorazada. Fue botado en el astillero AG Vulcan en Stettin en 1883, botado en diciembre de 1884 y puesto en servicio en la Armada en abril de 1886. El Oldenburg estaba destinado a ser el quinto miembro de la clase Sachsen formado por el Sachsen, Bayern, Würtemberg y Baden, pero las limitaciones presupuestarias y la insatisfacción con la clase Sachsen motivaron un rediseño que guardaba poca semejanza con los buques anteriores. El Oldenburg montó su batería principal de ocho cañones de 24 cm (9,4 pulgadas) en el centro del barco, seis en una casamata central en la cubierta principal y dos directamente sobre ellos en el costado. Fue el primer buque capital alemán construido íntegramente con acero de fabricación alemana.
El Oldenburg no prestó un servicio significativo en la Armada alemana. Participó en maniobras de entrenamiento de la flota a finales de la década de 1880 y principios de la de 1890, pero pasó la mayor parte de la década de 1890 en la reserva. Su único despliegue importante se produjo en 1897-1898, cuando se unió a una manifestación naval internacional para protestar por la anexión griega de Creta. En 1900, fue retirado del servicio activo y utilizado como buque de defensa del puerto. De 1912 a 1919, fue utilizado por la Flota de Alta Mar como buque objetivo; fue vendido para desguace en 1919 y desguazado ese año, tras la derrota alemana en la Primera Guerra Mundial.